# Opatství Lorsch
Opatství Lorsch (německy Reichsabtei Lorsch; latinsky Laureshamense Monasterium, nazývané také Laurissa a Lauresham) je bývalé benediktinské opatství v německém městě Lorsch, přibližně 10 km východně od města Worms. Patřilo mezi slavné kláštery z doby Karlovské dynastie ve Franské říši. Ačkoli se z něho zachovala jen vstupní brána, je to nejzachovalejší předrománská architektonická památka v Německu, od roku 1991 na seznamu Světového dědictví UNESCO.

## Historie
Opatství bylo založeno v roce 764, od roku 771 podléhalo přímo císaři a až do pozdního středověku bylo střediskem moci, humanitních věd a kultury. Mezi významné dokumenty vytvořené v opatství patří Loršský evangeliář (Codex aureus) z doby kolem roku 810, Loršský kodex (Codex laureshamensis), soupis klášterního majetku, nebo jeden z nejstarších veršovaných textů v němčině, krátké zaříkávání včel (Lorscher Bienensegen). Roku 1232 připadlo opatství arcibiskupovi v Mohuči, který se je pokusil reformovat a uvedl sem cisterciáky. Roku 1461 byl klášter zastaven Falckému kurfiřtství, které jej po reformaci roku 1564 zrušilo. Roku 1621 byl vypálen a zříceniny sloužily jako zdroj stavebního kamene. Jen vstupní brána (Torhalle, Königstor) zůstala zachována, nicméně také chátrala a dočkala se důkladné opravy až ve 20. století.